# Machnówek
Machnówek – wieś w Polsce położona w województwie lubelskim, w powiecie tomaszowskim, w gminie Ulhówek. Leży w dolinie rzeczki Rzeczycy.
W II Rzeczypospolitej wieś w powiecie sokalskim województwa lwowskiego. W 1944 nacjonaliści ukraińscy z OUN – UPA zamordowali tutaj 50 Polaków, rabując i paląc polskie zagrody oraz kościół i plebanię. Zamordowali także 20 Ukraińców za udzielanie pomocy Polakom.

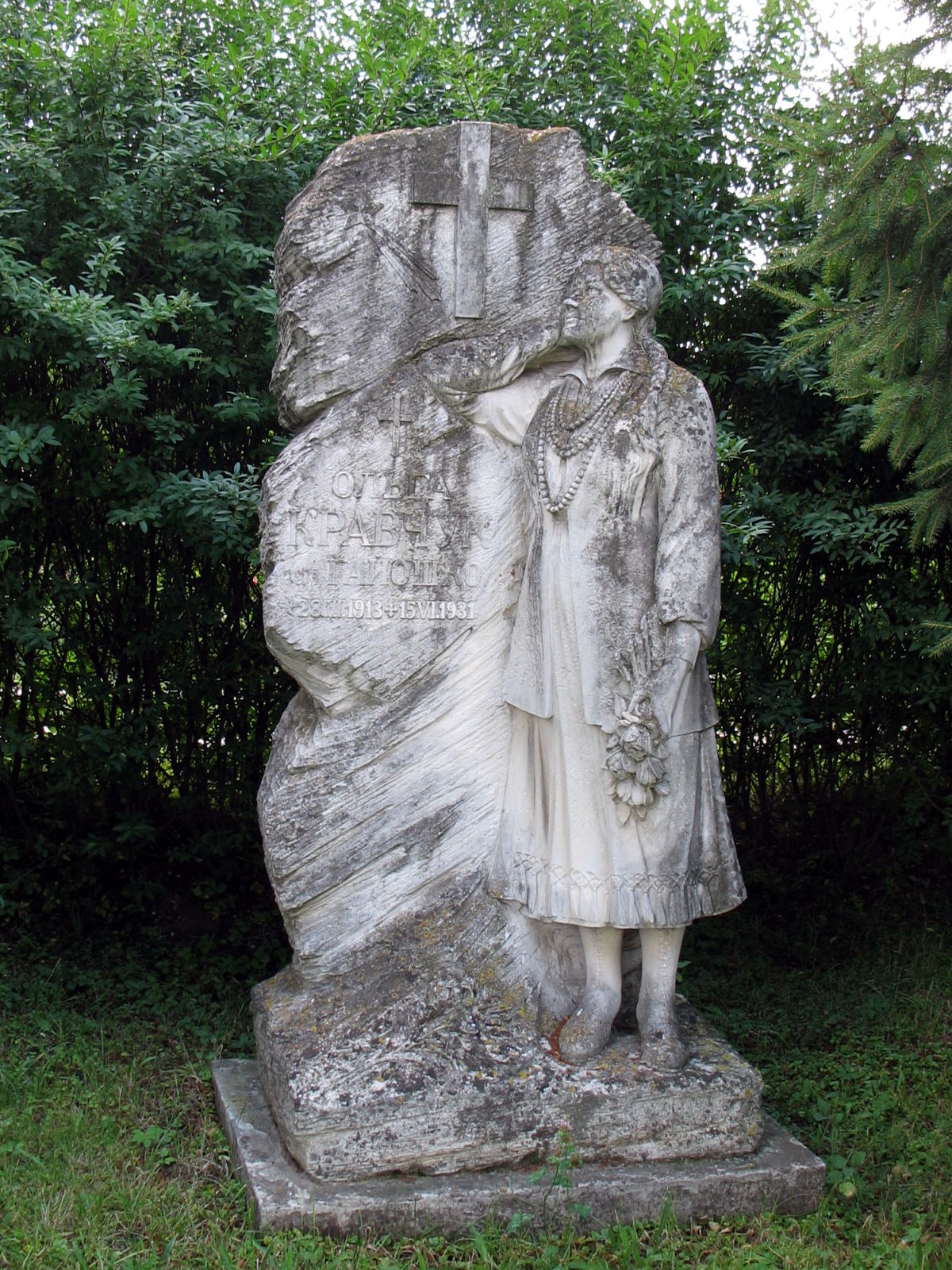
Nagrobek Olgi Krawczuk

W latach 1975–1998 miejscowość administracyjnie należała do województwa zamojskiego.
Wieś jest sołectwem w gminie Ulhówek. Według Narodowego Spisu Powszechnego z roku 2011 wieś liczyła 146 mieszkańców.
Wierni Kościoła rzymskokatolickiego należą do parafii Matki Bożej Królowej Polski w Machnówku.
We wsi znajduje się murowany kościół Matki Bożej Królowej Polski z 1908 r., odbudowany po II wojnie światowej po spaleniu w 1944 r. Na dawnym cmentarzu przykościelnym stoi kamienny nagrobek Olgi Krawczuk z 1931 r. Wykonał go rzeźbiarz lwowski Aleksander Zagórski. Posąg przedstawia ukraińską dziewczynę z długimi warkoczami, ubraną w tradycyjny strój ludowy. Nagrobek został tu przeniesiony w 1993 roku przez służby konserwatorskie z cmentarza przy nieistniejącej już cerkwi w pobliskim Oserdowie.
Na cmentarzu grzebalnym jest także kilkadziesiąt kamiennych nagrobków bruśnieńskich. Obok plebania współczesna kościołowi. Niedaleko od kościoła była cerkiew, rozebrana po wojnie. Została tylko dzwonnica z 1938 r.
W 1911 roku w Machnówku urodził się Eugeniusz Oksanicz.